# Colostygia nebulata
Colostygia nebulata là một loài bướm đêm trong họ Geometridae.